# Тімро
Тімро (швед. Timrå) — місто на сході Швеції, у лені Вестерноррланд. Адміністративний центр комуни Тімро.  Лежить у гирлі річки Індальсельвен. Населення 10443 осіб.

## Спорт
Міський хокейний клуб «Тімро» грає у Елітсерії шведського хокею.